# Enzersdorf im Thale

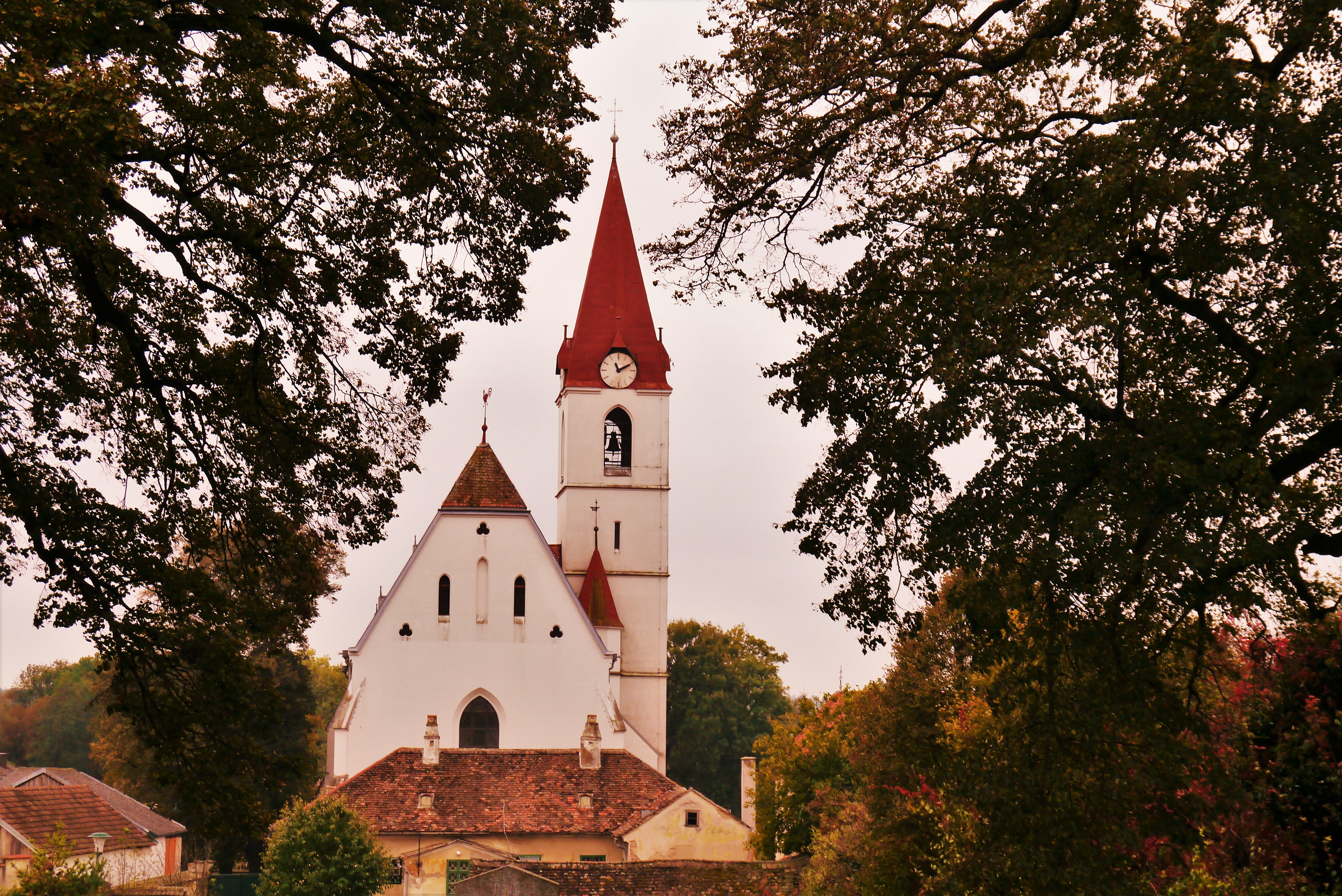
Pfarrkirche St. Markus zu Enzersdorf im Thale

Enzersdorf im Thale ist ein Dorf in Niederösterreich und eine Ortschaft sowie Katastralgemeinde der Stadtgemeinde Hollabrunn im gleichnamigen Bezirk Hollabrunn.

## Geographie
Die 17,3 km² große Katastralgemeinde liegt auf einer Höhe von 267 m ü. A. Sie hat Anteil am Ernstbrunner Wald, dem größten Eichenmischwald Mitteleuropas. Das namensgebende Thal wird vom Göllersbach durchflossen.
Der Ort befindet sich im Osten des politischen Bezirks Hollabrunn, rund 12 km nordöstlich des Stadtzentrums von Hollabrunn und etwa 40 km nördlich von Wien.
| Kleinkadolz         | Kammersdorf, Patzenthal                     | Patzmannsdorf    |
| Altenmarkt im Thale | Kompassrose, die auf Nachbargemeinden zeigt | Oedenkirchenwald |
|                     | Glasweiner Wald                             | Ernstbrunnerwald |

Durch das Gemeindegebiet führt die Mistelbacher Straße (B 40).

## Einwohnerentwicklung
Die Einwohnerzahl ist seit dem Jahr 2001 um 14 Prozent auf 219 Personen gestiegen (Stand: April 2019). Enzersdorf im Thale bildet mit dem baulich zusammengewachsenen Kleinkadolz eine Dorfgemeinschaft, die das gesellschaftliche Leben prägt. Dort stieg die Einwohnerzahl im selben Zeitraum sogar um 16 Prozent auf 132. Beide Orte entwickelten sich im Vergleich zur gesamten Großgemeinde überdurchschnittlich stark.

## Geschichte

### Prähistorischer Handelsknoten
Enzersdorf und Kleinkadolz liegen seit Anbeginn auf dem Kreuzungspunkt zweier wichtiger Handelsstraßen und weisen seit der Steinzeit Funde aus den unterschiedlichen Epochen auf. Die letzte große prähistorische Erkenntnis rührt aus dem Jahr 2000. Damals wurden vom Museum für Urgeschichte des Landes NÖ (in Asparn/Zaya) in der Flur „Im Grund“ () nahe der alten Feldmühle (etwa 500 Meter westlich des Ortszentrums von Enzersdorf) bei Ausgrabungen zwei Bronze-Depotfunde aus der Urnenfelderzeit sichergestellt. Man vermutet, dass hier ein Bronzegießer ansässig war, dem die Materialien gehörten und der serien- bzw. massenweise Gebrauchsgegenstände aus Bronze herstellte. Seine Anwesenheit spricht dafür, dass der Ort ein bedeutender Handelsknoten war.

### Ehemaliger Markt und versunkene Dörfer

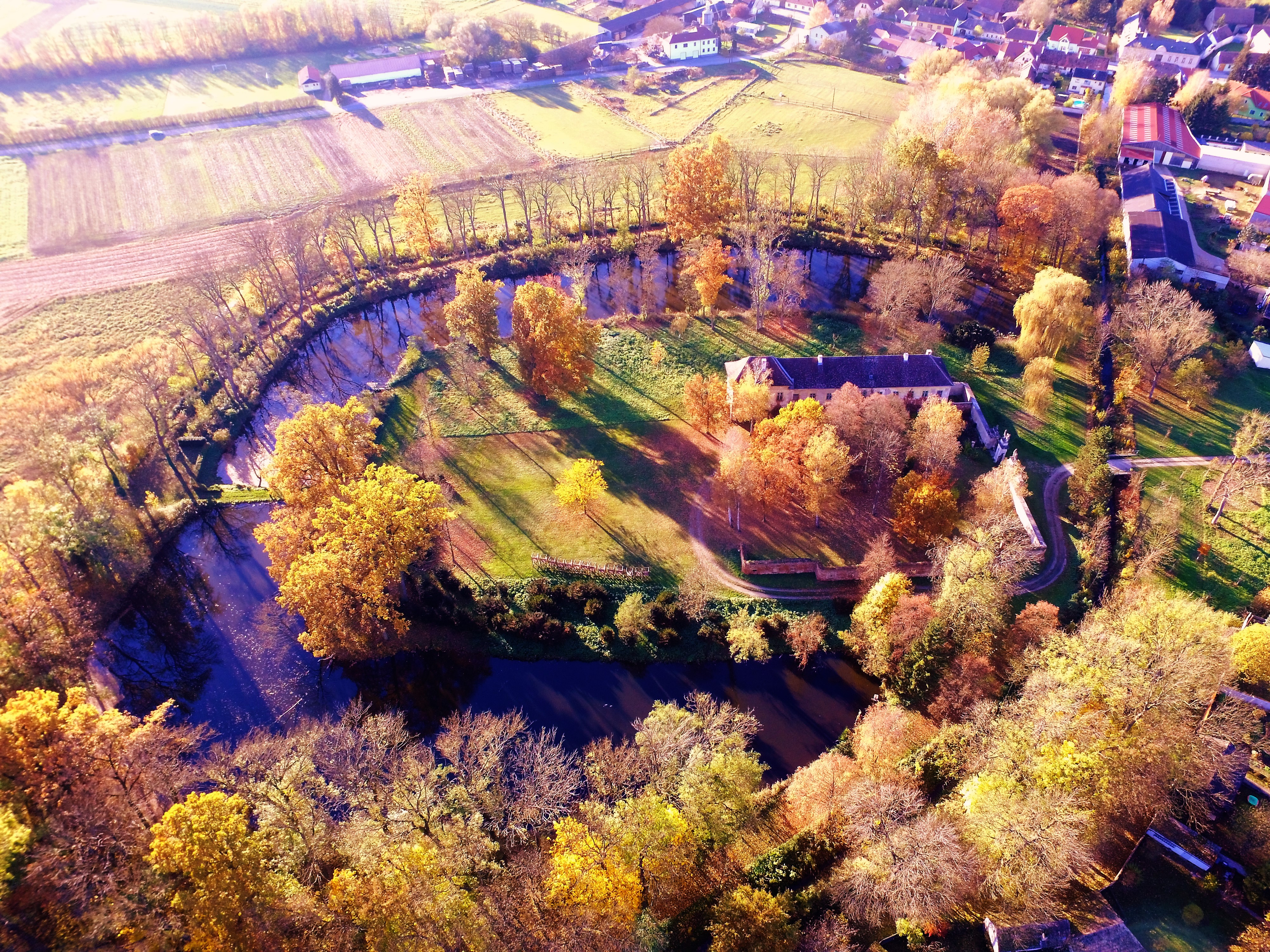
Rest von Schloss Enzersdorf im Thale

Enzersdorf im Thale entwickelt sich im Mittelalter zwischen 1100 und 1500 mit seiner Wasserfestung als Zentralort im Langenthal (auch oberes Göllersbachthal genannt) und wird Marktgemeinde. Einerseits gründet die wohlhabende Familie der Ritter von Enzersdorf selbst zahlreiche andere „Enzersdorfe“ rund um Wien. Andererseits bietet der stark befestigte Ort auch den Einwohnern der umliegenden Dörfer Schutz in Kriegen sowie Arbeitsplätze. Das dürfte mit ein Grund sein, warum bis ins 15. Jahrhundert in einem Umkreis von etwa vier Kilometer zumindest sechs bis acht Dörfer – teils sogar mit Holzburgen bestückt – verödeten. Noch heute sind einige dieser Orte, die vom Wald überwuchert wurden, oberflächlich anhand von Wallanlagen und Hausbergen erkennbar.
Der Hollabrunner Museumsverein, der das Stadtmuseum Hollabrunn „Alte Hofmühle“ betreibt, widmet diesem Thema seit dem Jahr 2019 eine Sonderausstellung. Unter dem Thema „Der Wilde Osten vor 1000 Jahren – Von Hausbergen und versunkenen Dörfern“ wird der Neubesiedelung der Region Hollabrunn – mit Schwerpunkt des Raumes Enzersdorf im Thale – vor rund 1000 Jahren von Bayern aus nachgegangen. Auch wurden dafür ein Film gedreht, Modelle versunkener Orte rekonstruiert und ein Buch verfasst.
Eine der prägendsten Figuren unter den Herren von Enzersdorf war wohl Wolf Christoph, letzter Ritter von Enzersdorf, der 1598 starb. Unter ihm wurde Enzersdorf von 1572 bis 1627 zur protestantischen Pfarre (mit Kleinkadolz und Patzenthal) mit einem Lutheraner als Pfarrer. Einer von ihnen – Michael Grünberger – widmete sein „Erempel“-Buch u. a. Wolf Christoph und seiner Gemahlin. In den Jahren 1571 und 1580 fanden im so genannten Pragerhof (Haus Ernstbrunner Straße Nr. 13) lutheranische Synoden für das Weinviertel statt, zu der auch Pastoren aus Deutschland anreisten. Wolf Christoph war zudem Initiator des Wappenbuches der Stände unter der Enns. Er hatte ausgedehnte Besitzungen und ließ das gewaltige Wasserschloss neu erbauen, das durch einen Kupferstich von Georg Matthäus Vischer noch heute bekannt ist. Er fungierte als Kaiserlicher Rat von Maximilian II. Dieser war Kaiser des Heiligen Römischen Reiches Deutscher Nation und Erzherzog zu Österreich von 1564 bis 1576. Der damals prominente franco-flämische Renaissance-Komponist Jacob Regnart widmete Wolf Christoph von Enzersdorf sogar einen Band seiner Villanellen („Kurtzweilige teutsche Lieder zu dreyen Stimmen nach Art der Neapolitanen oder welschen Villanellen“, 1574).
Laut Adressbuch von Österreich waren im Jahr 1938 in der Ortsgemeinde Enzersdorf im Thale zwei Bäcker, zwei Dachdecker, zwei Fleischer, zwei Gastwirte, drei Gemischtwarenhändler, ein Landesproduktehändler, ein Maurermeister, eine Mühle, zwei Sägewerke, zwei Schneider, zwei Schuster, ein Tischler, ein Wagner und einige Landwirte ansässig.
Anfang des 20. Jahrhunderts war im Gemeindegebiet die Errichtung des Eisenbahnstrecke Stockerau – Joslowitz vorgesehen, an der in Enzersdorf im Thale eine Station projektiert wurde.
Am 1. Jänner 1971 wurden Altenmarkt im Thale, Eggendorf im Thale, Kleinkadolz, Kleinstetteldorf und Weyerburg nach Enzersdorf im Thale eingemeindet, das ein Jahr später in die Stadtgemeinde Hollabrunn eingemeindet wurde.

## Öffentliche Einrichtungen
In Enzersdorf gibt es einen zweigruppigen Kindergarten, der 2024 in einen Neubau am Kirchenplatz übersiedelte. Über 30 Kinder aus Enzersdorf im Thale, Kleinkadolz, Altenmarkt im Thale, Weyerburg, Eggendorf im Thale und Kleinstetteldorf besuchen den Kindergarten.

## Pfarre

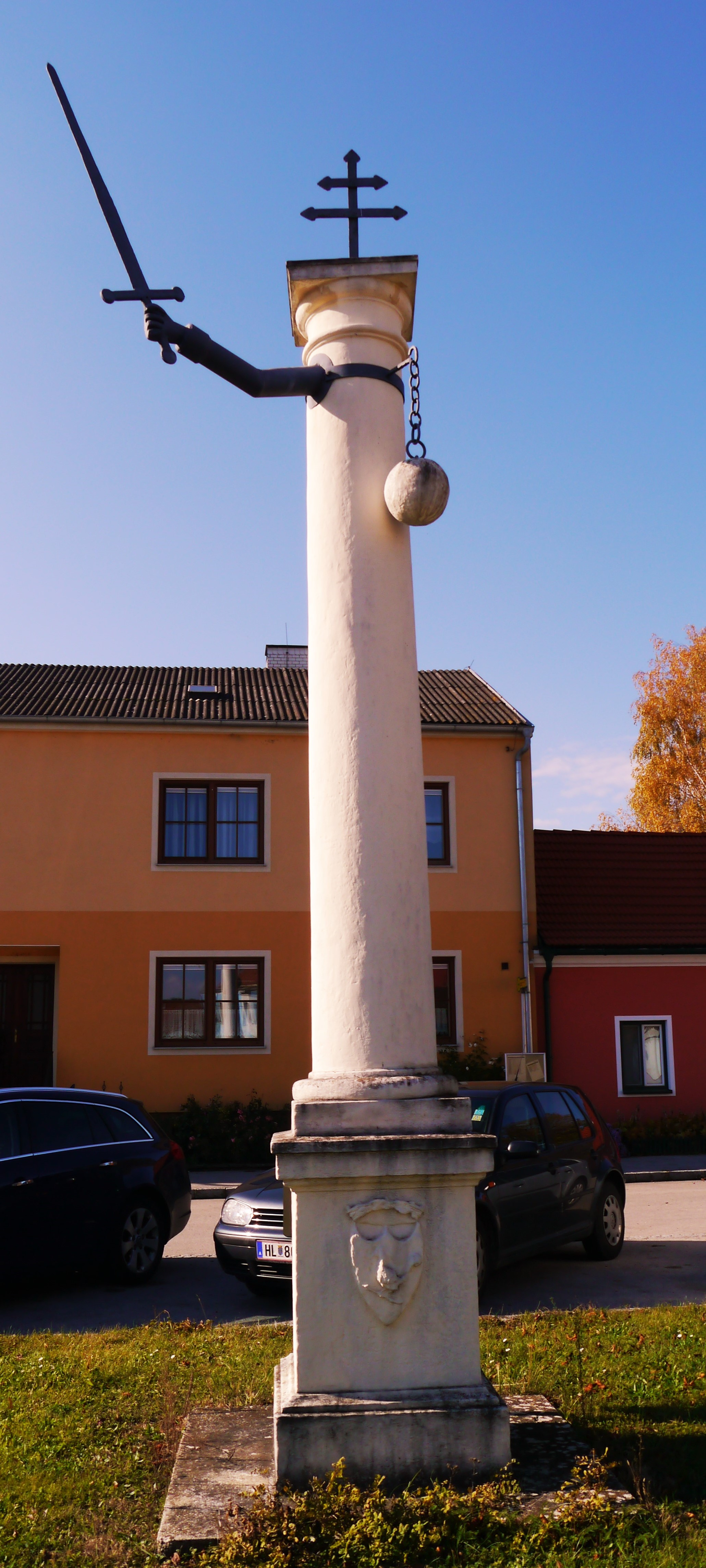
Pranger in Enzersdorf im Thale aus der Zeit um 1560

Enzersdorf im Thale bildet mit Kleinkadolz und den unmittelbar benachbarten Katastralgemeinden Oedenkirchenwald und Glasweinerwald eine eigene Pfarre, die zur Erzdiözese Wien gehört. Die Pfarrkirche Enzersdorf im Thale ist dem heiligen Markus geweiht und wurde 1897 errichtet. Diese katholische Pfarre wurde 1783 gegründet.
Am 19. Juli 2022 wurde das neue Pfarrheim in Betrieb genommen. Nach Abriss des alten, desolaten Gebäudes wurde ein rund 80 m² großer Neubau am Kirchenplatz errichtet. Zudem wurde die ehemalige Klosterkapelle aus dem Jahr 1864 saniert, in einen 80 m² großen Veranstaltungsraum umgewandelt und mit dem Neubau verbunden.

## Politik

### Ortsvorsteher der Katastralgemeinde Enzersdorf im Thale
- 1972–1985 Karl Melchiort
- 1985–2005 Manfred Oberhofer
- seit 2005 Johann Suttner

## Sehenswertes
- Pfarrkirche Enzersdorf im Thale, in der Pfarrkirche befinden sich Grabdenkmäler der Ritter von Enzersdorf
- Schloss Enzersdorf im Thale, ein ehemaliges Wasserschloss, dessen Rest auf einer Halbinsel liegt
- Prangersäule am Hauptplatz samt Bagstein
- Feuerwehrhaus im Jugendstil
- Forsthaus Ödenkirchen (Fachwerkgebäude, nicht zu besichtigen)
- Jagdschloss Glaswein (nicht zu besichtigen)

## Persönlichkeiten

### Ehrenbürger der ehemaligen Gemeinde Enzersdorf im Thale
- Ernest Hauswirth OSB, Abt des Schottenstiftes (1896 verliehen)
- Reichhart, Pater, Pfarrverweser von Enzersdorf im Thale (1997 verliehen)
- Baron Eduard Hohenbruck, Bezirkshauptmann des Bezirks Hollabrunn (1905 verliehen)
- Josef Kühschelm, Ritter des Franz Joseph-Ordens, Reichsratsmitglied und NÖ Landtagsabgeordneter (1905 verliehen)
- Wolfgang Nedwid OSB, zur Verabschiedung (1915 verliehen)
- Karl Semsch, Bezirkshauptmann des Bezirks Hollabrunn (1918 verliehen)
- Josef Graf Spangen, insbesondere wegen Spendung des Kriegerdenkmales (1920 verliehen)
- Alfred Urwalek OSB, Pfarrer (1922 verliehen)
- Friedrich Karl Graf Schönborn-Buchheim, Gutsbesitzer (1929 verliehen)
- Alexander Graf Vrints, für oft der Gemeinde erwiesenes Entgegenkommen in der Vor- und Nachkriegszeit und insbesondere wegen kostenloser Überlassung der Brückenwaage (1929 verliehen)
- Gregor Machatschek OSB, Pater, Pfarrverweser, anlässlich des Priesterjubiläums (1929 verliehen)
- Engelbert Dollfuß, Bundeskanzler (1933 verliehen, 1938 aberkannt)
- Josef Reither, NÖ Landeshauptmann (1933 verliehen, 1938 aberkannt)
- Alois Fischer (1935 verliehen)
- Johann Eichinger, Abgeordneter zum Nationalrat (1935 verliehen)
- Josef Haselberger, Altbürgermeister (1970 verliehen)